# 牙合甫大毛拉
牙合甫大毛拉（1895年—1977年），亦作亞庫甫喀孜，新疆省柯坪縣柯坪鎮喀拉庫提村人，曾在新疆省柯坪縣當選為第一屆國民大會代表。

## 經歷[1]
- 小時在柯坪上經文學校，青年時上喀什經文學院，畢業後回柯坪，任玉爾其鄉喀孜。
- 民國23年 (1934年)，縣維文會成立時任維文會會計，兼任會立第一小學校宗教教師。
- 民國27年(1938年)，任柯坪縣喀孜阿旬。
- 民國37年(1948年)，當選為第一屆國民大會代表去南京參加行憲國民大會。
- 新疆省參議員[2]。
- 1950年5月，被逮捕，並被判處有期徒刑18年，後改判18個月。刑滿釋放後，回家務農。
- 1953年，任柯坪縣政協委員。
- 1964年，在社會主義教育運動中被戴上反革命分子帽子，撤去縣政協委員職務。
- 1977年，病故。